# Микола Кочиш
Микола Кочиш (рсн. Микола Кочиш; Ђурђево, 1. децембар 1928 — Нови Сад 16. април 1973) је био познати русински лингвиста, писац, уредник и друштвено-културни активиста.

## Биографија
Микола Кочиш родио се у Ђурђеву 1. децембра 1928. Оснoвну школу је почео у родном месту а завршио у Новом Саду. Ту је завршио четири разреда ниже гимназије и занат.
По завршетку Другог светског рата Микола Kочиш завршава Учитељску школу у Сомбору и исте године почиње радити као учитељ у Бачинцима, затим у Куцури где се интензивно почиње бавити литературом, посебно за децу. Вишу Педагошку школу завршава 1957. у Новом Саду на групи за српски и руски језик, а Филозофски факултет је дипломирао 1963. године. Исте године издаје збирку прича за децу Кораци. Био је и уредник дечијег часописа на русинском језику Захрадка.

## Лингвистика
Обзиром на то што је граматика русинског језика, коју је написао почетком XX века Х. Костелник, постала превазиђена Микола Кочиш је као највалификонаји кадар у лингвистици, преузео обавезу да унапреди русински језик. За две године написао је три граматике и неколико уџбеника за основну школу. Такође је 1971. припремио и објавио тројезични српско-русинско-украјински приручни терминолошки речник са око 14 000 одредница. Правопис русинског језика је објавио 1972. као и значајан број научних радова из области језика. Збирку песама на русинском за децу Делимо радост и тешкоће објавио је 1972. године, а исте године је понудио збирку песама за одрасле Ми овде нисмо гости.
Умро је неочекивано 16. априла 1973. године, сахрањен је у Алеји писаца на Новом гробљу, поред Мирослава Антића и Ференца Фехера.
Постхумно су му објављене две књиге које је систематизовао и у штампу припремио његов близак пријатељ Ђура Варга.